# Thomas III de Piémont
Pour les articles homonymes, voir Thomas de Savoie.
Thomas de Savoie, dit de Piémont, mort le 16 mai 1282, est seigneur de Piémont de la seconde moitié du XIIIe siècle.

## Nom et numéro
Les généalogistes et les historiens le nomment Thomas III afin de ne pas le confondre avec son père, Thomas II ou encore le père de ce dernier, le comte Thomas Ier. De même Piémont permet d'éviter la confusion avec la banche aînée de la maison de Savoie.
Thomas de Savoie est donné comme étant à l'origine de la branche cadette des Savoie-Achaïe,. Toutefois, c'est son fils aîné, Philippe, qui pour une courte période, à l'issue d'un mariage porte le titre de prince d'Achaïe et donne naissance à cette nouvelle tige de la maison comtale de Savoie.

## Biographie

### Origines
La date de naissance de Thomas (Tomasino) de Savoie n'est pas précisément connue. Samuel Guichenon donne, en suivant l'historien Emmanuel-Philibert de Pingon (1525-1582), pour année de naissance 1248 Pour le site de généalogie Foundation for Medieval Genealogy (FMG), l'année 1252 est donnée comme année de repère. Il est le fils de Thomas II, seigneur en Piémont, et de Béatrice Fieschi,. 

### Seigneur du Piémont
En 1259, il hérite de son père l'apanage du Piémont et porte le titre de comte (domini Thomæ de Sabaudia comitis),.
En 1263, il accompagne son cousin, le comte Boniface de Savoie, dans sa campagne contre Turin, tombée sous l'influence du parti Guelfes. Ils sont tous deux faits prisonniers au cours des combats.
Son oncle, le comte Pierre II de Savoie, dans ses différents testaments, le désigne comme héritier aux côtés de ses frères, Amédée et Louis, dans le cas où son frère cadet, Philippe, qui lui succède, n'ait pas d'enfant,,. Philippe Ier devient comte en 1268. Il impose son second neveu, Amédée, comte de Flandre, comme son successeur à la tête du comté de Savoie, écartant par la même de Thomas, renonçant ainsi à la tradition humbertienne de la primogéniture mâle.
Entre 1259-1282 (peut être vers 1270), il octroie avec sa mère, Béatrice Fieschi, une charte des franchises au bourg de Saint-Genix-sur-Guiers, centre d'un mandement que son père avait obtenu de son frère le comte Amédée IV.
En 1280, le seigneur Thomas III récupère la ville de Turin, qui avait échappé à l'influence savoyarde, au marquis de Montferrat.

### Mort et succession
Thomas de Savoie teste le 14 mai 1282 en faveur de son fils aîné Philippe,.
Thomas de Savoie meurt le 16 mai 1282,, à Saint-Genix-sur-Guiers,.

## Famille
Thomas de Savoie épouse en mai 1274 Guye ou Guyonne de Bourgogne-Comté († 1316), fille d'Hugues III de Châlon, comte palatin de Bourgogne, et d'Adélaïde d'Andechs. Ils ont :
- Philippe (1278-1334), qui lui succède en tant que seigneur de Piémont ;
- Pierre († 1332), archevêque de Lyon (1307-1332) ;
- Thomas (-† après 1340), chanoine à Amiens ;
- Amédée (-† après 1340), archidiacre à Reims (1320) ;
- Guillaume († 1326), abbé de Saint-Michel-de-la-Cluse sous le nom de Guillaume III (1310-1325).